# ユギョム
ユギョム（英: Yugyeom、朝: 유겸、1997年11月17日 - ）は、韓国出身の歌手。ボーイズグループGOT7のメンバー。本名はキム・ユギョム（朝: 김유겸、漢: 金有謙、英: Kim Yugyeom）。現在はAOMGに所属し、韓国を中心にソロ活動を行なっている。

## プロフィール
- 本名：キム・ユギョム（김유겸、金有謙）
- 生年月日：1997年11月17日（27歳）
- 血液型：A型
- 身長：182cm
- 体重：68kg
- 出身地：大韓民国 京畿道 南楊州市
- ポジション：メインダンサー、サブボーカル

## 来歴
幼い頃から人前で踊ることが好きで、中学2年のときにはハウスダンスで賞を受賞している。あるとき、BEASTの『SHOCK』を踊っている動画を兄が撮影しCyworldに載せたところ、それを見た従姉からダンススクールに通うことを勧められ、通い始めたダンススクールの先生がJYP練習生のダンス講師だったことから、JYP練習生となる。
2014年、GOT7のメンバーとしてデビュー。
2021年1月、JYPエンターテインメントを退社し、2月19日、AOMGと専属契約を締結したことを発表。

## 音楽作品

### ソロ曲
- YUGYEOM（2018年）